# Rastenfeld
Rastenfeld is een gemeente in de Oostenrijkse deelstaat Neder-Oostenrijk, gelegen in het district Krems-Land (KR). De gemeente heeft ongeveer 1400 inwoners.

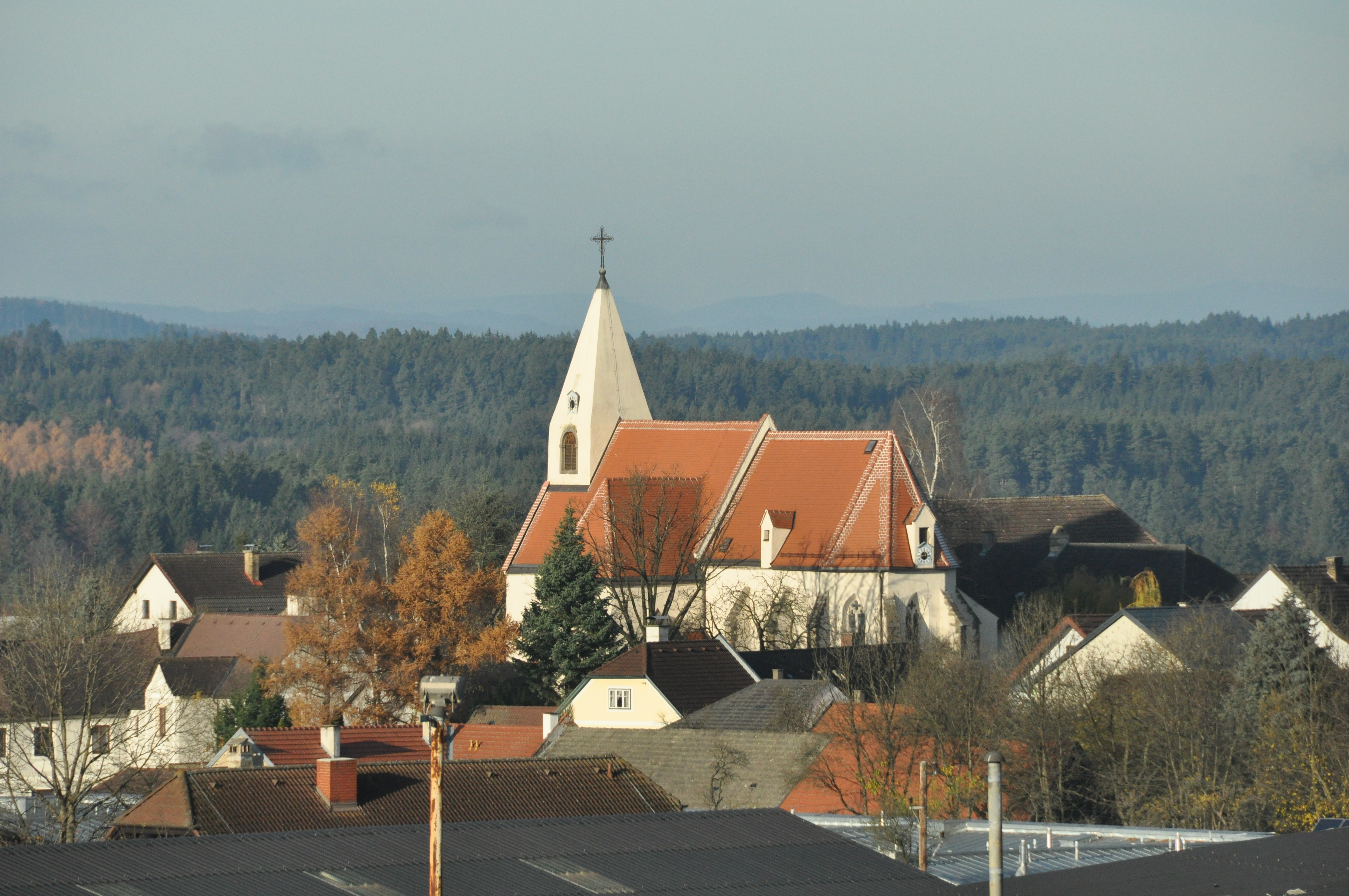
Parochiekerk van Rastenfeld
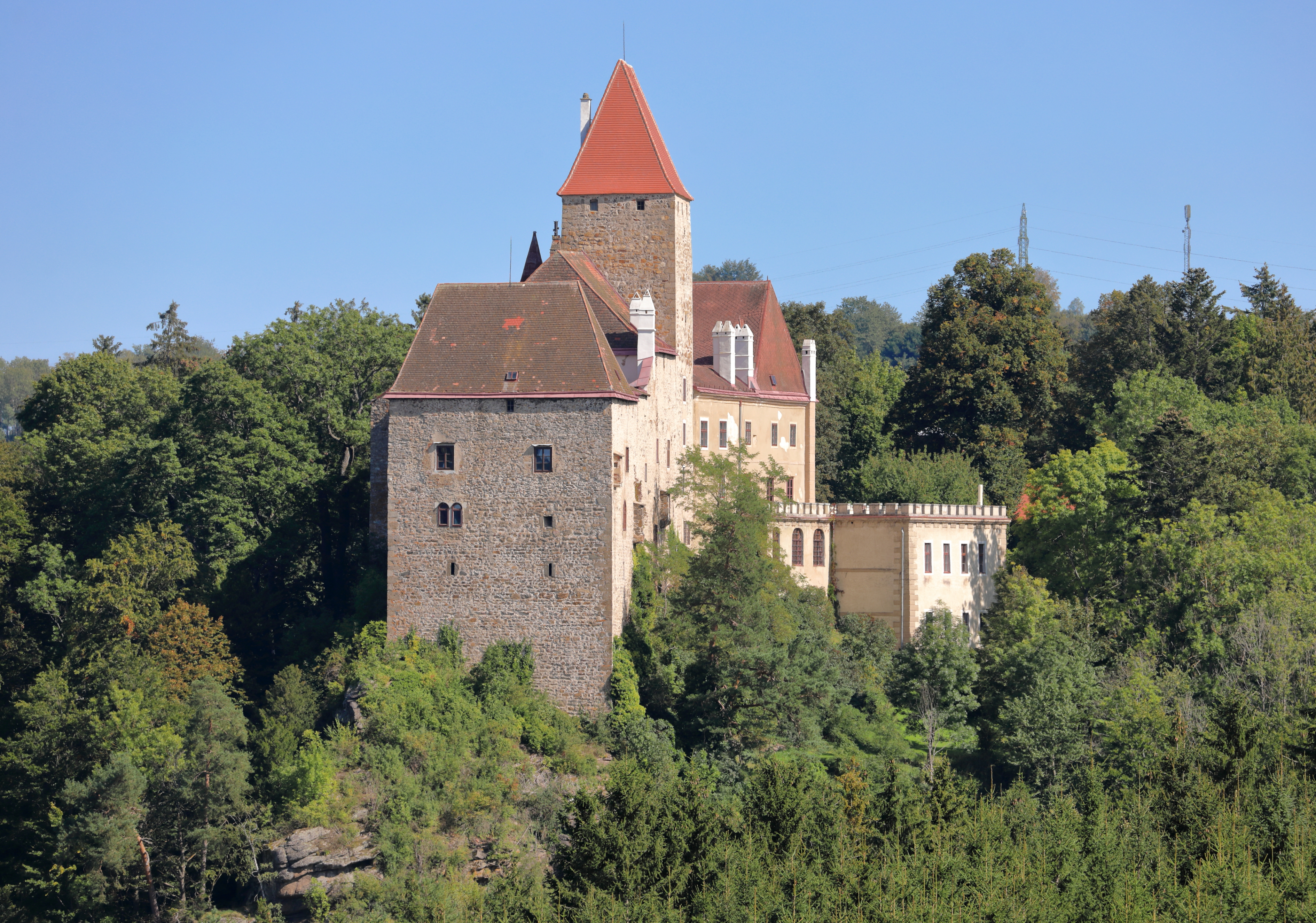
Burcht Rastenberg
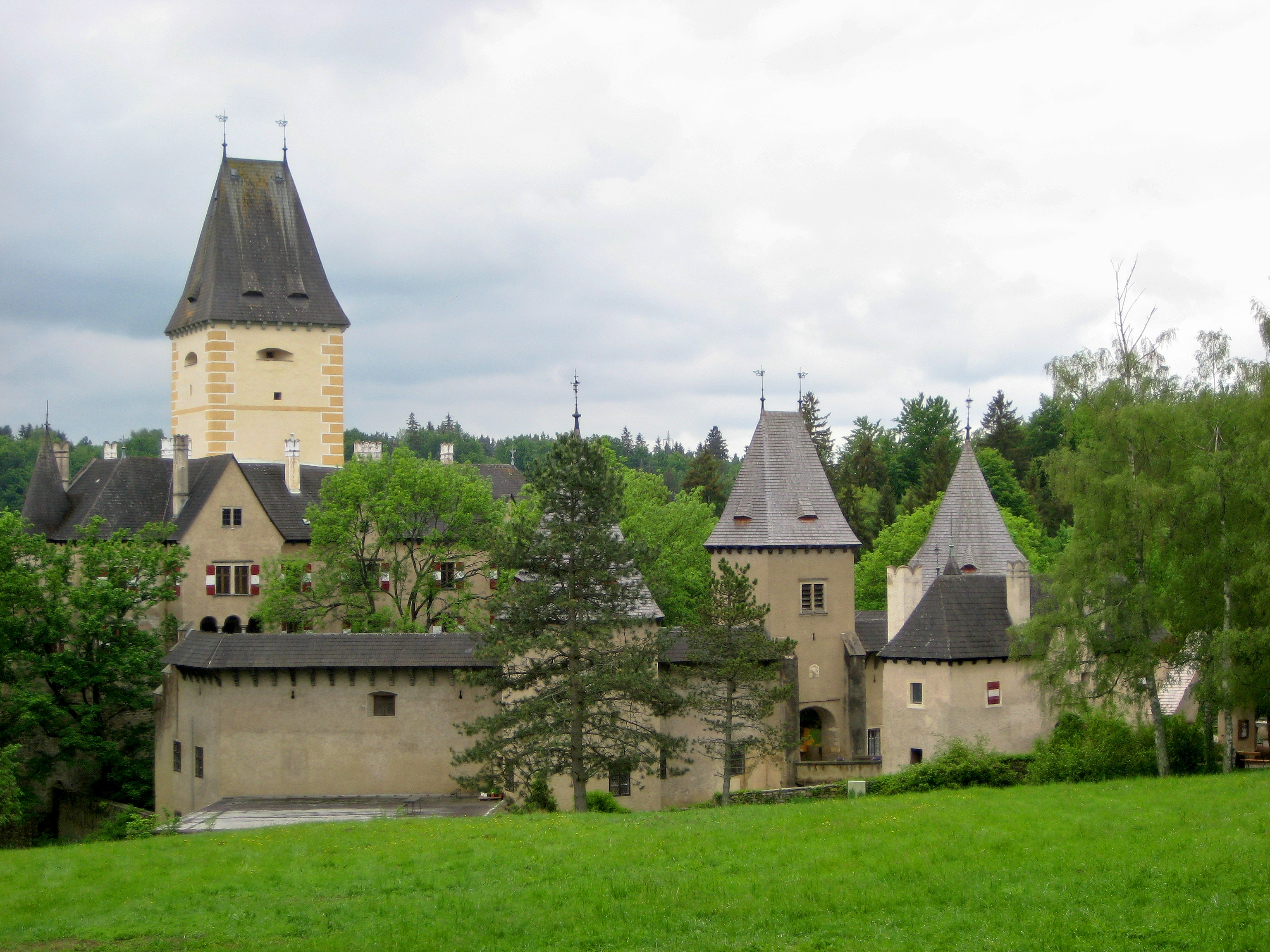
Burcht Ottenstein

## Geografie
Rastenfeld heeft een oppervlakte van 47,55 km². Het ligt in het noordoosten van het land, ten noordwesten van de hoofdstad Wenen en ten zuiden van de grens met Tsjechië.
Aggsbach · Albrechtsberg an der Großen Krems · Bergern im Dunkelsteinerwald · Droß · Dürnstein · Furth bei Göttweig · Gedersdorf · Gföhl · Grafenegg · Hadersdorf-Kammern · Jaidhof · Krumau am Kamp · Langenlois · Lengenfeld · Lichtenau im Waldviertel · Maria Laach am Jauerling · Mautern an der Donau · Mühldorf · Paudorf · Rastenfeld · Rohrendorf bei Krems · Rossatz-Arnsdorf · Schönberg am Kamp · Senftenberg · Spitz · St. Leonhard am Hornerwald · Straß im Straßertale · Stratzing · Weinzierl am Walde · Weißenkirchen in der Wachau
- Gemeinsame Normdatei: 4116911-6
- Nationale Bibliotheek van Tsjechië: ge942674
- Virtual International Authority File: 242582569
- WorldCat: E39PBJgcYvD6wfkdxqPx7mWdQq